# Platysenta abalas
Platysenta abalas är en fjärilsart som beskrevs av Smith 1905. Platysenta abalas ingår i släktet Platysenta och familjen nattflyn. Inga underarter finns listade i Catalogue of Life.